# Communauté de communes Arve et Salève
La communauté de communes Arve et Salève est une communauté de communes française du département de la Haute-Savoie.

## Géographie
La communauté de communes se situe dans un triangle formé par les agglomérations de La Roche-sur-Foron, Annemasse et Saint-Julien-en-Genevois. Elle se situe en moyenne vallée de l'Arve et sur les contreforts est du Mont Salève. Son altitude varie entre 405 mètres à Arthaz-Pont-Notre-Dame et 1 303 mètres sur la commune de La Muraz.

## Histoire
La communauté de communes Arve et Salève est créée par arrêté préfectoral du 9 novembre 1993. Le syndicat intercommunal scolaire intègre la CCAS au 31 octobre 1994, de même pour le syndicat intercommunal de voirie du canton de Reignier au 1er janvier 2001.
La communauté de communes est membre du Pôle métropolitain du Genevois français depuis sa création le 1er mai 2017.

## Composition
La communauté de communes est composée des 8 communes suivantes :

| Nom                    | Code Insee | Gentilé      | Superficie (km2) | Population (dernière pop. légale) | Densité (hab./km2) |
| ---------------------- | ---------- | ------------ | ---------------- | --------------------------------- | ------------------ |
| Reignier-Ésery (siège) | 74220      | Reignerands  | 25,08            | 8 112 (2022)                      | 323                |
| Arbusigny              | 74015      | Arbusigniens | 12,25            | 1 136 (2022)                      | 93                 |
| Arthaz-Pont-Notre-Dame | 74021      | Arthaziens   | 5,96             | 1 670 (2022)                      | 280                |
| Monnetier-Mornex       | 74185      | Monnerants   | 11,4             | 2 333 (2022)                      | 205                |
| La Muraz               | 74193      | Muraziens    | 14,38            | 1 055 (2022)                      | 73                 |
| Nangy                  | 74197      | Nangéens     | 4,35             | 1 708 (2022)                      | 393                |
| Pers-Jussy             | 74211      | Perjussiens  | 18,68            | 3 207 (2022)                      | 172                |
| Scientrier             | 74262      | Scientriens  | 7,21             | 1 216 (2022)                      | 169                |

## Démographie

### Population
| 1968  | 1975  | 1982  | 1990   | 1999   | 2010   | 2013   |
| ----- | ----- | ----- | ------ | ------ | ------ | ------ |
| 6 784 | 8 199 | 9 576 | 11 294 | 13 170 | 17 659 | 18 562 |

### Pyramide des âges
| Hommes | Classe d’âge | Femmes |
| ------ | ------------ | ------ |
| 0,1    | 90 ans ou +  | 1,1    |
| 3,9    | 75 à 89 ans  | 6,5    |
| 12,4   | 60 à 74 ans  | 11,4   |
| 21,3   | 45 à 59 ans  | 20,2   |
| 23,9   | 30 à 44 ans  | 24,4   |
| 17,1   | 15 à 29 ans  | 15,8   |
| 21,3   | 0 à 14 ans   | 20,6   |

| Hommes | Classe d’âge | Femmes |
| ------ | ------------ | ------ |
| 0,3    | 90 ans ou +  | 0,9    |
| 5,5    | 75 à 89 ans  | 7,7    |
| 12,6   | 60 à 74 ans  | 13,3   |
| 20,3   | 45 à 59 ans  | 20,4   |
| 22,8   | 30 à 44 ans  | 22,2   |
| 18,7   | 15 à 29 ans  | 16,8   |
| 20,2   | 0 à 14 ans   | 18,7   |

## Politique et administration

### Statut
Le regroupement de communes a pris la forme d’une communauté de communes. L’intercommunalité est enregistrée au répertoire des entreprises sous le code SIREN 247 400 583. Son activité est enregistrée sous le code APE 8411Z

### Tendances politiques
| Commune                | Maire               | Nuance politique | Nuance politique |
| ---------------------- | ------------------- | ---------------- | ---------------- |
| Arbusigny              | Régine Rémillon     |                  | DVD              |
| Arthaz-Pont-Notre-Dame | Régine Mayoraz      |                  | SE               |
| La Muraz               | Nadine Perinet      |                  | DVD              |
| Monnetier-Mornex       | Ludovic Wiszniewski |                  |                  |
| Nangy                  | Laurent Favre       |                  | SE               |
| Pers-Jussy             | Isabelle Roguet     |                  | SE               |
| Reignier-Ésery         | Lucas Pugin         |                  |                  |
| Scientrier             | Daniel Barbier      |                  | UDI              |

### Liste des présidents
| Période                                  | Période  | Identité           | Étiquette | Qualité                                |
| ---------------------------------------- | -------- | ------------------ | --------- | -------------------------------------- |
| 2008                                     | 2014     | Noel Jacquemoud    | SE        | Maire de La Muraz (2001-2014)          |
| 2014                                     | 2020     | Louis Favre        | DVD       | Maire de Pers-Jussy (2001 → 2020)      |
| 2020                                     | En cours | Sébastien Javogues | SE        | Conseiller municipal de Reignier-Ésery |
| Les données manquantes sont à compléter. |          |                    |           |                                        |

### Conseil communautaire
À la suite de la réforme des collectivités territoriales de 2013, les conseillers communautaires dans les communes de plus de 1 000 habitants sont élus au suffrage universel direct en même temps que les conseillers municipaux. Dans les communes de moins de 1 000 habitants, les conseillers communautaires seront désignés parmi le conseil municipal élu dans l'ordre du tableau des conseillers municipaux en commençant par le maire puis les adjoints et enfin les conseillers municipaux. Les règles de composition des conseils communautaires ayant changé, celui-ci comptera à partir de mars 2014 trente-deux conseillers communautaires qui sont répartis selon la démographie : 
| Nombre de délégués | Communes                                                  |
| ------------------ | --------------------------------------------------------- |
| 12                 | Reignier-Ésery                                            |
| 5                  | Pers-Jussy                                                |
| 4                  | Monnetier-Mornex                                          |
| 3                  | Nangy                                                     |
| 2                  | Arbusigny, Arthaz-Pont-Notre-Dame, La Muraz et Scientrier |

### Bureau
Le conseil communautaire est composé de 32 membres qui élisent un président et 7 vice-présidents. Ces derniers, avec d'autres membres du conseil communautaire, constituent le bureau. Le conseil communautaire délègue une partie de ses compétences au bureau et au président. 
| Nom                 | Fonction            | Qualité                             |
| ------------------- | ------------------- | ----------------------------------- |
| Sébastien Javogues  | Président           | Conseiller municipal Reignier-Esery |
| Nadine Perinet      | 1er Vice-présidente | Maire de La Muraz                   |
| Laurent Favre       | 2e Vice-président   | Maire de Nangy                      |
| Daniel Barbier      | 3e Vice-président   | Maire de Scientrier                 |
| Régine Mayoraz      | 4e Vice-présidente  | Maire de Arthaz Pont Notre Dame     |
| Régine Rémillon     | 5e Vice-présidente  | Maire de Arbusigny                  |
| Isabelle Roguet     | 6e Vice-présidente  | Maire de Pers-Jussy                 |
| Ludovic Wiszniewski | 7è Vice-présidente  | Maire de Monnetier Mornex           |

### Compétences
La communauté de communes exerce deux compétences obligatoires intéressant l'ensemble de la communauté  que sont :
- Les actions de développement économique
- L’aménagement du territoire

Elle exerce également des compétences « optionnelles » que sont :
- La protection et mise en valeur de l'environnement (comme la lutte contre les décharges sauvages, valorisation des déchets ménagers, balisage et entretien des sentiers etc.)
- La création ou aménagement et entretien de voirie d'intérêt communautaire (l’entretien des voies communales, curage des fossés, salage, etc.)
- La construction, entretien et fonctionnement d’équipements culturels et sportifs et d’équipements de l’enseignement préélémentaire et élémentaire
- La politique du logement et du cadre de vie (comme le soutien aux logements sociaux)
- Les actions sociales

Et enfin des compétences « facultatives », que sont la gestion des transports publics (réseau Proxim'iTi)

### Identité visuelle
| Logotype de la Communauté de communes Arve et Salève. | La Communauté de communes Arve et Salève s’est dotée d’un logotype. |

## Pour approfondir